# 第34回ニューヨーク映画批評家協会賞
『第34回ニューヨーク映画批評家協会賞』は、1968年の優秀な映画に贈られた賞である。

## 受賞
- 作品賞：
  - 冬のライオン

- 主演男優賞：
  - アラン・アーキン - 愛すれど心さびしく

- 主演女優賞：
  - ジョアン・ウッドワード - レーチェル レーチェル

- 監督賞：
  - ポール・ニューマン - レーチェル レーチェル

- 脚本：
  - ロレンツォ・センプル・ジュニア - かわいい毒草

- 外国語映画賞：
  - 戦争と平和